# Чигиринське лісове господарство
Державне підприємство «Чигири́нське лісове господарство» — структурний підрозділ Черкаського обласного управління лісового та мисливського господарства.
Офіс знаходиться в місті Чигирин Чигиринського району Черкаської області.

## Історія
Підприємство було утворене 1958 року як Чигиринський степовий лісгосп площею 22372 га на базі Кам'янського та Черкаського лісгоспів Черкаської області, а також Олександрівського лісгоспу Кіровоградської області. 1959 року лігосп стає лісгоспзагом, 1991 року — держлісгоспом, сучасний статус отримало згідно з наказом Держкомлісгоспу України № 96 від 3 лютого 2005 року.

## Лісовий фонд
Лісовий фонд підприємства розміщений на території Чигиринського району, а також частково на території Черкаського району.
Загальна площа лісового фонду складає 29961 га, з них під лісами 27678 га. Молодняк охоплює територію 3536 га, середньовікові ліси — 14788 га, пристигаючі — 3885 га, стиглі та перестійні — 5469 га. Сосна займає 12387 га, дуб — 9572 га, акація — 3089 га, ясен — 759 га, вільха — 589 га.

## Лісництва
Лісове господарство охоплює 6 лісництв:
- Богданівське лісництво — 3313 га
- Матвіївське лісництво
- Трушівське лісництво — 5439 га
- Чигиринське лісництво
- Чорнявське лісництво — 5629 га
- Яничанське лісництво

## Об'єкти природно-заповідного фонду
На території лісгоспу розташовано 5 заказників місцевого значення.